# 인제 박씨
인제 박씨(麟蹄朴氏)는 강원특별자치도 인제군을 본관으로 하는 한국의 성씨이다.
시조 박율(朴律)은 신라 경명왕의 후손이며 인제군에 봉해졌다.

## 참고 자료
- “인제박씨(麟蹄朴氏)”. 뿌리를 찾아서.[깨진 링크(과거 내용 찾기)]